# Nora Bouazzouni
Nora Bouazzouni est une journaliste, écrivaine et traductrice française, née le 14 mars 1986 à La Garenne-Colombes, dans les Hauts-de-Seine.

## Biographie
D'origine franco-algérienne, Nora Bouazzouni écrit plus particulièrement sur l'alimentation, les séries télé, le cinéma, le genre et les sujets de société.
Après plusieurs années à La Blogothèque, elle devient secrétaire de rédaction à Slate Afrique, puis participe au lancement du site web de France Info en tant que journaliste rédactrice et secrétaire de rédaction. En 2015, elle devient journaliste indépendante et collabore régulièrement avec de nombreux médias, dont Libération, le magazine en ligne Slate, Le Fooding, Trois Couleurs, France Culture, La Déferlante ou L'Officiel Hommes. Elle traduit également des ouvrages pour Dargaud et Gallimard Jeunesse. De 2017 à 2022, elle collabore en tant qu'autrice et animatrice à la chaîne YouTube Close Up - Cinéma et Séries.
Elle est l'autrice et l'héroïne de la websérie Badass, qui « raconte l'histoire des héroïnes qui ont fracassé l'écran » (Dana Scully, Buffy Summers, Ellen Ripley…) et l'autrice également de la série documentaire Pionnières, qui « met en lumière les femmes oubliées de l'histoire du cinéma », comme Alma Reville, Edith Head ou encore Alice Guy. Les deux programmes sont produits par Partizan Films / Vroom Originals et co-financés par le CNC.
De 2016 à 2017, elle alimente la newsletter séries On regarde quoi cette semaine ?
En 2017, elle publie un essai aux éditions Nouriturfu intitulé Faiminisme, quand le sexisme passe à table, où elle s'intéresse à la misogynie et à la domination masculine dans l'alimentation, l'agriculture et les cuisines des restaurants. Il sort au Brésil au printemps 2019, sous le titre Fominismo: quando o machismo se senta à mesa, puis en Italie au printemps 2023 sous le titre Faminismo, il sessismo è in tavola.
De 2017 à 2019, elle est chroniqueuse dans l’émission hebdomadaire Tous Cinéma[source secondaire souhaitée], sur Ciné+, aux côtés de Pierre Zeni et Gildas Le Gac.
En 2018-2019, elle crée et coanime le podcast Plan Culinaire chez Louie Media, avec Melissa Bounoua. Le podcast explore les pratiques culturelles et sociétales autour de la nourriture.
Lors de la mise au jour de la Ligue du LOL, en février 2019, elle révèle à Libération avoir été victime de cyberharcèlement à la fin des années 2000.
En juin 2019, elle coprésente avec Tahnee la cérémonie des Out d'or, organisée par l’Association des journalistes LGBT (AJL).
Elle est à l'origine du projet « Paye ta pige », né au printemps 2019, qui vise à « fournir aux journalistes, via un site internet gratuit, les tarifs pratiqués par différents médias français ou francophones (presse, web, radio, TV…) et communiqués directement par leurs confrères et consœurs » ainsi qu’à « faire connaître à tous et toutes le prix de l’info que nous consommons chaque jour et les conditions dans lesquelles elle arrive jusqu’à nos yeux ou nos oreilles. »
En mars 2020, elle lance un questionnaire sur les violences dans le milieu de la restauration, en collaboration avec l'influenceuse et ancienne cuisinière Camille Aumont Carnel, créatrice du compte Instagram « Je dis non chef! », où sont publiés depuis 2019 les témoignages de victimes de ces violences. Nora Bouazzouni, qui avait entendu parler de « rumeurs » concernant le chef Taku Sekine, reçoit des appels et commence son enquête,. Aux femmes avec qui elle parle, la journaliste annonce qu'elle va proposer son enquête à Mediapart mais à la fin du mois de septembre 2020, Taku Sekine se suicide. « Le fait que j'enquête sur Taku Sekine pour Mediapart a fuité avant même que je contacte Mediapart, en juillet, explique-t-elle au Monde. J'ai ressenti une pression dont je n'avais pas besoin, de la part tous ces gens qui voulaient savoir, me doubler, publier un nom alors que rien n'était sorti ».
En octobre 2020, elle lance le programme court Fine Bouche, produit par Urbania France, de courtes vidéos pédagogiques et humoristiques où elle répond à des questions concernant l'alimentation.
Depuis 2020, elle fait partie du comité éditorial de la revue féministe La Déferlante.
En 2021, elle publie son deuxième essai aux éditions Nouriturfu, intitulé Steaksisme, en finir avec le mythe de la végé et du viandard, où elle explore les régimes de genre, les stéréotypes dans l'alimentation, le marketing genré, ainsi que les tabous et interdits alimentaires. Le livre fait partie de la sélection 2021 de la 5e édition du prix Mange, Livre ! Il sort en Russie à l'été 2022, sous le titre Стейксизм. Точка в мифе о вкусах женщин и мужчин.
D'août 2021 à juin 2022, elle est rédactrice en chef et animatrice de l'émission hebdomadaire « Story Séries », sur OCS, consacrée à l'actualité des séries télé.
En février 2023, elle succède à la journaliste Delphine Rivet à la présidence de l'Association française des critiques de séries (ACS).
En octobre 2023, elle publie son troisième essai aux éditions Nouriturfu, intitulé Mangez les riches, la lutte des classes passe par l'assiette, où elle « dénonce pêle-mêle l’accroissement des inégalités d’accès à l’alimentation, l’imposture d’un système de pénurie organisée, les mensonges d’une minorité qui se gave en accaparant les terres, les pratiques douteuses de l’agrobusiness et le « monopole du bon goût ».
Depuis 2023, elle est chroniqueuse essais et séries dans l'émission « Les Midis de Culture », sur France Culture.
En 2025, elle publie aux éditions Stock un livre-enquête sur les violences dans le milieu de la restauration, intitulé Violences en cuisine, une omerta à la française. L'avant-veille de sa publication, le 19 mai, un compte Instagram annonce l’initiative « Cuisines ouvertes de la gastronomie française ». Parmi les posts mis en ligne, un manifeste signé par une soixantaine de chefs réputés ou étoilés engagés pour une « rémunération équitable » et « l’application de standards de respect » prône « une cuisine française humaniste, respectueuse et de partage ». Le 29 mai, dans le journal Le Progrès, le chef cuisinier Olivier Canal, président de l'association des Bouchons lyonnais et signataire du manifeste, reconnaît que l'initiative « Cuisines ouvertes » a été lancée « en réaction à la sortie de ce livre ». Le 23 juin, Télérama révèle que cette opération a été lancée par l’agence Havas et son département Havas Legal & Litigation, spécialisé dans la « crise sous contrainte judiciaire » et dont le savoir-faire consiste à « établir un discours adapté » pour maintenir « une image et une notoriété positives ».  

## Ouvrages
- Faiminisme, quand le sexisme passe à table, Paris, Nouriturfu, 2017
- Steaksisme, en finir avec le mythe de la végé et du viandard, Paris, Nouriturfu, 2021
- Mangez les riches, la lutte des classes passe par l'assiette, Paris, Nouriturfu, 2023
- Violences en cuisine, une omerta à la française, Paris, Stock, 2025